# Луцій Кальпурній Пізон (легат)
Луцій Кальпурній Пізон (*Lucius Calpurnius Piso, прибл. 225 до н. е. —після 178 до н. е.) — політичний діяч Римської республіки.

## Життєпис
Походив з впливового плебейського роду Кальпурніїв. Син Гая Кальпурнія Пізона, претора 211 року до н. е. Про молоді роки його немає відомостей. У 198 році до н. е. направлений послом до Ахейському союзу для перемовин щодо дружби з Римом і розриві союзу з Македонією. В результаті Пізонові вдалося забезпечити нейтралітет союзу. Остання згадка про Луція Пізона датується 178 роком до н. е.

## Родина
- Гай Кальпурній Пізон, консул 133 року до н. е.